# Kamenné Kosihy
Kamenné Kosihy, maďarsky Kőkeszi, do roku 1927 slovensky též Kamenné Kosy, je obec na jižním Slovensku, která patří do okresu Veľký Krtíš. Obec se nachází v Ipeľské kotlině, součásti Jihoslovenské kotlině, v údolí potoka Studienka v povodí řeky Ipeľ.

## Historie
Kamenné Kosihy jsou poprvé písemně zmíněny v roce 1135 jako Kukezu, kdy byly majetkem kláštera ve Bzovíku. Později pocházeli majitelé z různých rodů. V roce 1715 zde byly dvě domácnosti, v roce 1828 zde bylo 36 domů a 220 obyvatel, kteří byli zaměstnáni jako rolníci.
Do roku 1918/1919 patřila obec, která byla tehdy v Hontské župě, k Uhersku a poté k Československu, dnes Slovensku. Kvůli prvnímu vídeňskému arbitrážnímu nálezu byla v letech 1938 až 1944 součástí Maďarska.